# Kaoru Morioka
Kaoru Morioka (森岡 薫?, Morioka Kaoru; Lima, 7 aprile 1979) è un giocatore di calcio a 5 peruviano naturalizzato giapponese, campione asiatico con la nazionale giapponese nel 2014.

## Carriera
Di origini peruviane, Morioka esplode calcisticamente in Giappone, paese nel quale era emigrato a 12 anni e di cui acquisì la cittadinanza. Gioca prima nei Black shot, quindi nei Fire Fox e infine raggiunge il culmine della carriera con i Nagoya Oceans vincendo tutto in questo club. Nel 2012 viene convocato in nazionale giapponese. Nel 2014 vince la coppa d'Asia con la sua nazionale. Il 1º aprile 2016, dopo 9 stagioni con i Nagoya Oceans, nelle quali Morioka ha realizzato 229 gol in 233 presenze, l'ASV Pescadola Machida ne ufficializza l'acquisto per la stagione 2016-17. Nel gennaio del 2020 la società spagnola dell'O Parrulo annuncia il tesseramento di Morioka e del connazionale Manabu Takita.

## Palmarès

### Competizioni nazionali
- F. League: 9

Nagoya Oceans: 2007-2008, 2008-2009, 2009-2010, 2010-2011, 2011-2012, 2012-2013, 2013-2014, 2014-2015, 2015-2016 
- Ocean Arena Cup: 5

Nagoya Oceans: 2009-2010, 2010-2011, 2011-2012, 2012-2013, 2013-2014
- Puma Cup: 2

Nagoya Oceans: 2013, 2014

### Competizioni internazionali
- AFC Futsal Club Championship: 2
Nagoya Oceans: 2011, 2014

### Nazionale
- Coppa d'Asia: 1
Vietnam 2014

### Titoli individuali
- MVP della F League: 4

Nagoya Oceans: 2007-08, 2011-12, 2013-14, 2014-15 
- Quintetto ideale della F League: 5

Nagoya Oceans: 2007-08, 2011-12, 2013-14, 2014-15, 2015-16
- Capocannoniere della F League: 4

Nagoya Oceans: 2011-12, 2012-13, 2013-14, 2014-15

## Statistiche
Presenze e reti nei club
| Anno      | Squadra       | Campionato   | Campionato | Campionato |
| --------- | ------------- | ------------ | ---------- | ---------- |
|           |               | competizione | pres       | reti       |
| 2007-2008 |               | F League     | 19         | 14         |
| 2008-2009 |               | F League     | 21         | 15         |
| 2009-2010 |               | F League     | 27         | 16         |
| 2010-2011 |               | F League     | 24         | 15         |
| 2011-2012 | Nagoya Oceans | F League     | 26         | 34         |
| 2012-2013 |               | F League     | 24         | 34         |
| 2013-2014 |               | F League     | 35         | 38         |
| 2014-2015 |               | F league     | 31         | 31         |
| 2015-2016 |               | F league     | 26         | 32         |
| Totale    |               | F league     | 233        | 229        |